# 유후양 정려각
유후양 정려각은 대한민국 충청남도 천안시 동남구 풍세면 보성리에 있다. 1995년 5월 10일 천안시의 향토문화유산 제8호로 지정되었다.

## 개요
유후양의 효심을 기리고자 세웠다.